# 香港政府新聞公報
香港政府新聞公報，或稱新聞公報，是香港政府新聞處所發行的刊物，現時經互聯網發佈，亦曾以印刷模式發行。

## 運作模式
政府新聞處負責製作、管理、開設的網上新聞稿發佈網站，只要新聞稿發送到傳媒之後，便會同時上傳至此網頁，供公眾人士查閱，網站於1995年12月開始運作。

## 外部連結
- . 政府新聞處.   [2013-02-07]. （原始内容存档于2021-05-08）. （页面存档备份，存于）
- . 政府新聞處.   [2013-02-07]. （原始内容存档于2021-03-13）. （页面存档备份，存于）